# Steven Elm

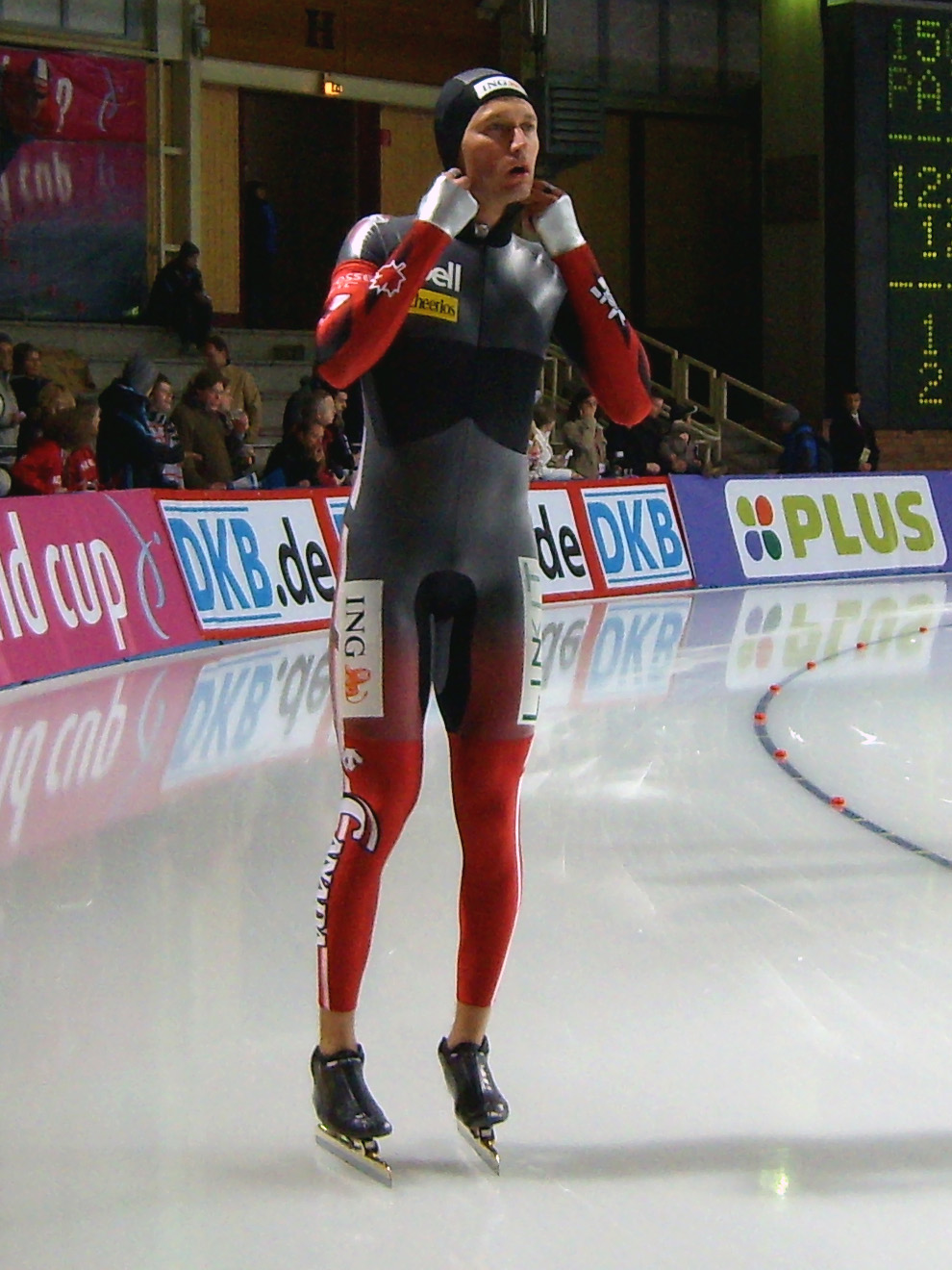
Steven Elm beim Weltcup in Berlin 2008

Steven Elm (* 12. August 1975 in Red Deer, Alberta) ist ein kanadischer Eisschnellläufer. 
Elm nahm an drei Olympischen Spielen teil und gewann 2006 in Turin mit dem kanadischen Team beim Team Pursuit die Silbermedaille.
Am 19. März 1999 und am 17. März 2000 lief er jeweils Weltrekord über 3000 m. Außerdem lief er zusammen mit Arne Dankers und Denny Morrison den Weltrekord im Team Pursuit.